# Meunet-Planches
Meunet-Planches là một xã ở tỉnh Indre khu vực trung bộ Pháp. Xã này có diện tích 26,73 km², dân số thời điểm năm 1999 là 140 người. Khu vực này có độ cao trung bình 145 mét trên mực nước biển.